# جان مارزانو
جان مارزانو (انگلیسی: John Marzano; ۱۴ فوریهٔ ۱۹۶۳ – ۱۹ آوریل ۲۰۰۸) بازیکن بیس‌بال اهل ایالات متحده آمریکا بود.
از باشگاه‌هایی که در آن بازی کرده‌است می‌توان به بوستون رد ساکس و تگزاس رنجرز اشاره کرد.
وی در مسابقات کشوری و بین‌المللی در مجموع برندهٔ ۲ مدال نقره، ۱ مدال برنز شده‌است.